# Tanner Kero
Tanner James Kero (* 24. Juli 1992 in Hancock, Michigan) ist ein US-amerikanischer Eishockeyspieler, der seit Juli 2024 beim HV71 aus der Svenska Hockeyligan (SHL) unter Vertrag steht und dort auf der Position des Centers spielt. Zuvor war Kero unter anderem für die Chicago Blackhawks und Dallas Stars in der National Hockey League (NHL) aktiv.

## Karriere
Kero verbrachte seine Juniorenzeit zwischen 2009 und 2011 bei den Marquette Rangers in der North American Hockey League (NAHL) und den Fargo Force in der United States Hockey League (USHL). In der NAHL war der Stürmer bester Torschütze der Spielzeit 2009/10 und wurde daher auf zum Rookie of the Year ernannt. Im Anschluss an die Zeit bei den Junioren schrieb sich der damals 19-Jährige an der Michigan Technological University ein. Dort verbrachte er die folgenden vier Jahre bis zum Frühjahr 2015. Parallel spielte er für das Universitätsteam in der Western Collegiate Hockey Association (WCHA), einer Division im Spielbetrieb der National Collegiate Athletic Association (NCAA). Während dieser Zeit wurde der Angreifer in zahlreiche Auswahlteams berufen, die sowohl seine sportlichen als auch studienorientierten Leistungen würdigten. Insbesondere die Spielzeit 2014/15, die er als Topscorer und später auch Spieler des Jahres der WCHA abschloss, verlief besonders erfolgreich. Zudem war er einer der zehn Finalisten bei der Wahl zum Hobey Baker Memorial Award.
Nachdem Kero in den vorangegangenen NHL Entry Drafts unberücksichtigt geblieben war, sicherten sich im April 2015 die Chicago Blackhawks aus der National Hockey League (NHL) die Dienste des Free Agents. Der Stürmer verbrachte den Rest der Spielzeit 2014/15 bei den Rockford IceHogs in der American Hockey League (AHL), wo er in sechs Spielen fünf Tore erzielte. Zu Beginn der Saison 2015/16 stand Kero zunächst auch im Kader der IceHogs, ehe er Ende Oktober 2015 erstmals in den NHL-Kader Chicagos berufen wurde und sein Debüt feierte. Nach etwas mehr als einem Monat kehrte er aber für den Rest des Spieljahres in die AHL zurück, wo er bis zum darauffolgenden Dezember 2016 verblieb. Erst dann kehrte er für ein zweites Mal in die NHL zurück und behauptete sich im Blackhawks-Aufgebot. In den folgenden beiden Spielzeiten pendelte der US-Amerikaner ebenso zwischen NHL- und AHL-Kader, ehe er nach drei Jahren in der Organisation der Blackhawks im Juni 2018 im Tausch für Michael Chaput an die Vancouver Canucks abgegeben wurde.
Nach einer Saison, in der er ausschließlich für die Utica Comets in der AHL zum Einsatz kam, schloss sich Kero im Juli 2019 als Free Agent den Dallas Stars an. In der Organisation der Stars pendelte der Stürmer in den folgenden vier Spielzeiten vor dem Hintergrund der COVID-19-Pandemie zwischen dem NHL-Aufgebot Dallas’ und dem des in Cedar Park beheimateten Kaders des AHL-Farmteams Texas Stars. Für die Dallas Stars kam er dabei zwischen 2020 und 2022 zu 62 NHL-Einsätzen. Im Juli 2023 wechselte Kero – abermals als Free Agent – für eine Spielzeit zu den Colorado Eagles in die AHL. Anschließend suchte er mit dem Wechsel zum HV71 aus der Svenska Hockeyligan (SHL) eine neue sportliche Herausforderung auf dem europäischen Kontinent.

## Erfolge und Auszeichnungen
| - 2010 NAHL All-North Division Team - 2010 NAHL Rookie of the Year - 2010 NAHL First All-Rookie Team - 2011 Teilnahme am USHL All-Star Game - 2013 WCHA All-Academic Team | - 2015 WCHA First All-Star Team - 2015 WCHA Outstanding Student-Athlete of the Year - 2015 WCHA Player of the Year - 2015 NCAA West First All-American Team |

## Karrierestatistik
Stand: Ende der Saison 2023/24
(Legende zur Spielerstatistik: Sp oder GP = absolvierte Spiele; T oder G = erzielte Tore; V oder A = erzielte Assists; Pkt oder Pts = erzielte Scorerpunkte; SM oder PIM = erhaltene Strafminuten; +/− = Plus/Minus-Bilanz; PP = erzielte Überzahltore; SH = erzielte Unterzahltore; GW = erzielte Siegtore; 1 Play-downs/Relegation; Kursiv: Statistik nicht vollständig)